# Parvoscincus abstrusus
Parvoscincus abstrusus — вид сцинкоподібних ящірок родини сцинкових (Scincidae). Ендемік Філіппін.

## Поширення і екологія
Parvoscincus abstrusus мешкають на півдні острова Лусон (зокрема на півострові Бікол та на схилах гір Піко-де-Лоро і Макілінг), а також на острові Полілло. Вони живуть у вологих тропічних лісах, на узліссях і галявинах, серед опалого листя поблизу води і під поваленими деревами. Зустрічаються на висоті від 450 до 900 м над рівнем моря.

## Збереження
МСОП класифікує стан збереження цього виду як близький до загрозливого. Parvoscincus abstrusus загрожує знищення природного середовища.